# 奧格雷市鎮
奧格雷市鎮是拉脫維亞的市镇，位於該國中部，行政中心为奧格雷国家级城市。市镇面積为1,839平方公里，人口数量为57,617人（2021年）。

## 历史
奧格雷市镇设立于2002年。2021年7月1日，奧格雷市镇、伊克什基萊市鎮、利耶爾瓦爾代市鎮及基耶古姆斯市镇合并为新的奧格雷市镇。新市镇与2009年之前的奧格雷區的范围相同。